# خاویر پاردس
خاویر پاردس (انگلیسی: Javier Paredes؛ زادهٔ ۵ ژوئیهٔ ۱۹۸۲) بازیکن فوتبال اهل اسپانیا است.
از باشگاه‌هایی که در آن بازی کرده‌است می‌توان به باشگاه فوتبال رئال مادرید، باشگاه فوتبال رئال ساراگوسا، باشگاه فوتبال رئال اویدو، باشگاه فوتبال آلباسته بالومپیه، باشگاه فوتبال رئال مادرید کاستیا، و باشگاه فوتبال ختافه اشاره کرد.
وی همچنین در تیم ملی فوتبال زیر ۱۸ سال اسپانیا بازی کرده‌است.